# ボンバーマンランドポータブル
『ボンバーマンランドポータブル』はハドソンが2007年3月21日発売したPlayStation Portable用ソフト。

## 概要
物語はボンバーマンランドの園長からの手紙が届いてから始まった。ゲーム内容はミニゲームを行うことや、話すことでピースを集める。また、今回のランドはバラバラになっており、一定分のピースを集めてエリアゲートに行くとエリアが増えて次のゾーンへ進むことが可能となる。

## ゾーン一覧
- レッドゾーン
- ブルーゾーン
- イエローゾーン
- グリーンゾーン
- ホワイトゾーン
- レインボーゾーン